# Rusape
Rusape è un centro abitato dello Zimbabwe, situato nella Provincia del Manicaland.